# Aïn Larbaâ
Aïn Larbaâ é um distrito localizado na província de Aïn Témouchent, no noroeste da Argélia. Em 2010, sua população era de 39 913 habitantes.

## Municípios
O distrito está dividido em quatro municípios:
- Aïn El Arbaa
- Tamzoura
- Sidi Boumedienne
- Oued Sabah